# Phyllachora ulcerata
Phyllachora ulcerata är en svampart som beskrevs av Massee 1899. Phyllachora ulcerata ingår i släktet Phyllachora och familjen Phyllachoraceae.   Inga underarter finns listade i Catalogue of Life.